# Карабулак (приток Терешки)
Карабула́к — река в России, протекает в Саратовской области. Устье реки находится в 16 км по правому берегу реки Терешка. Длина реки составляет 56 км.

## Притоки
- 12 км: Максимовка
- 17 км: Сухой Карабулак
- 24 км: Каналейка
- 27 км: Черторойка
- 37 км: Соболейка
- 38 км: Туган
- 39 км: Завьяловка

## Данные водного реестра
По данным государственного водного реестра России относится к Нижневолжскому бассейновому округу, водохозяйственный участок реки — Терешка от истока и до устья. Речной бассейн реки — Волга от верховий Куйбышевского вдхр. до впадения в Каспий.
Код объекта в государственном водном реестре — 11010001912112100010684.